# L'Arsenal de la peur
Pour plus de détails, voir Fiche technique et Distribution.
L'Arsenal de la peur (La città prigioniera) est un film italien réalisé par Joseph Anthony, sorti en 1962.

## Synopsis
En 1944, alors que les troupes allemandes se retirent vers le nord de la Grèce, Athènes est l'enjeu de rivalités entre factions rivales. Le Major Peter Whitfield, un Britannique, se retrouve à défendre l'hôtel Zeus, assiégé par des rebelles Grecs conduits par un certain Mavroti. À l'intérieur, se trouvent notamment le Capitaine Elliot, un autre Britannique, plusieurs Grecs loyalistes, deux Américains, le Capitaine Stubbs et le soldat Feinberg, ainsi que le propriétaire de l'hôtel, Janny Mendoris, et sa fille Lelia. Whitfield apprend que l'hôtel renferme une importante cache d'armes, dont veulent s'emparer les rebelles, et décide de résister à leurs attaques. Au cours des événements, il va découvrir qu'il y a un traître dans l'hôtel.

## Fiche technique
- Titre original : La città prigioniera
- Titre français : L'Arsenal de la peur
- Titre anglais : Conquered City ou The Captive City
- Réalisation : Joseph Anthony
- Scénario : Guy Elmes, Eric Bercovici (en), Marc Brandel, d'après le roman The Captive City de John Appleby (en)
- Direction artistique : Mario Chiari
- Costumes : Maria De Matteis
- Photographie : Leonida Barboni
- Montage : Marion Bonitti, Raymond Poulton, Michael Billingsley
- Musique : Piero Piccioni
- Société de production : Galatea Film, Lux Film, Maxima Film Compagnia Cinematografica
- Société de distribution : Paramount Films of Italy
- Pays d'origine :  Italie
- Langue originale : anglais
- Format : noir et blanc — 35 mm — 1,37:1 — son Mono
- Genre : Film de guerre
- Durée : 108 minutes (Italie), 110 minutes (Royaume-Uni), 87 minutes (États-Unis), 105 minutes (France)
- Dates de sortie : 
  -  Italie : 5 décembre 1962
  -  France : 8 juillet 1964
- Affiche : Constantin Belinsky (France)

## Distribution
- David Niven : Major Peter Whitfield
- Lea Massari : Lelia Mendores
- Ben Gazzara : Capitaine George Stubbs
- Daniela Rocca : Doushka
- Martin Balsam : Joseph Feinberg
- Michael Craig : Capitaine Robert Elliott
- Clelia Matania : Climedes
- Giulio Bosetti : Narriman
- Percy Herbert : Sergent-Major Reed
- Ivo Garrani : Mavroti
- Odoardo Spadaro : Janny Mendoris
- Roberto Risso : Loveday
- Venantino Venantini : Général Ferolou
- Carlo Hintermann : Sergent
- Adelmo Di Fraia : Andrea
- Massimo Righi : Pollit
- Francesco Tensi : Général Bennet
- Renato Moretti (it) : le "Saint"